# Harvinadoddi, Molakalmuru
Harvinadoddi là một làng thuộc tehsil Molakalmuru, huyện Chitradurga, bang Karnataka, Ấn Độ.